# قرار (آرتساخ)
قرار (ترکی آذربایجانی: Qərər) یک منطقهٔ مسکونی در جمهوری آرتساخ است که در استان هادروت واقع شده‌است.